# 格伊德泰姆
格伊德泰姆（法語：Geudertheim，发音：[gœjdəʁtaim]；史上亦作Gottesheim）是法国下莱茵省的一个市镇，属于阿格诺-维桑堡区和布吕马特县（Brumath）。该市镇总面积11.27平方公里，2009年时的人口为2312人。

## 人口
格伊德泰姆人口变化图示